# Francken (Malerfamilie)

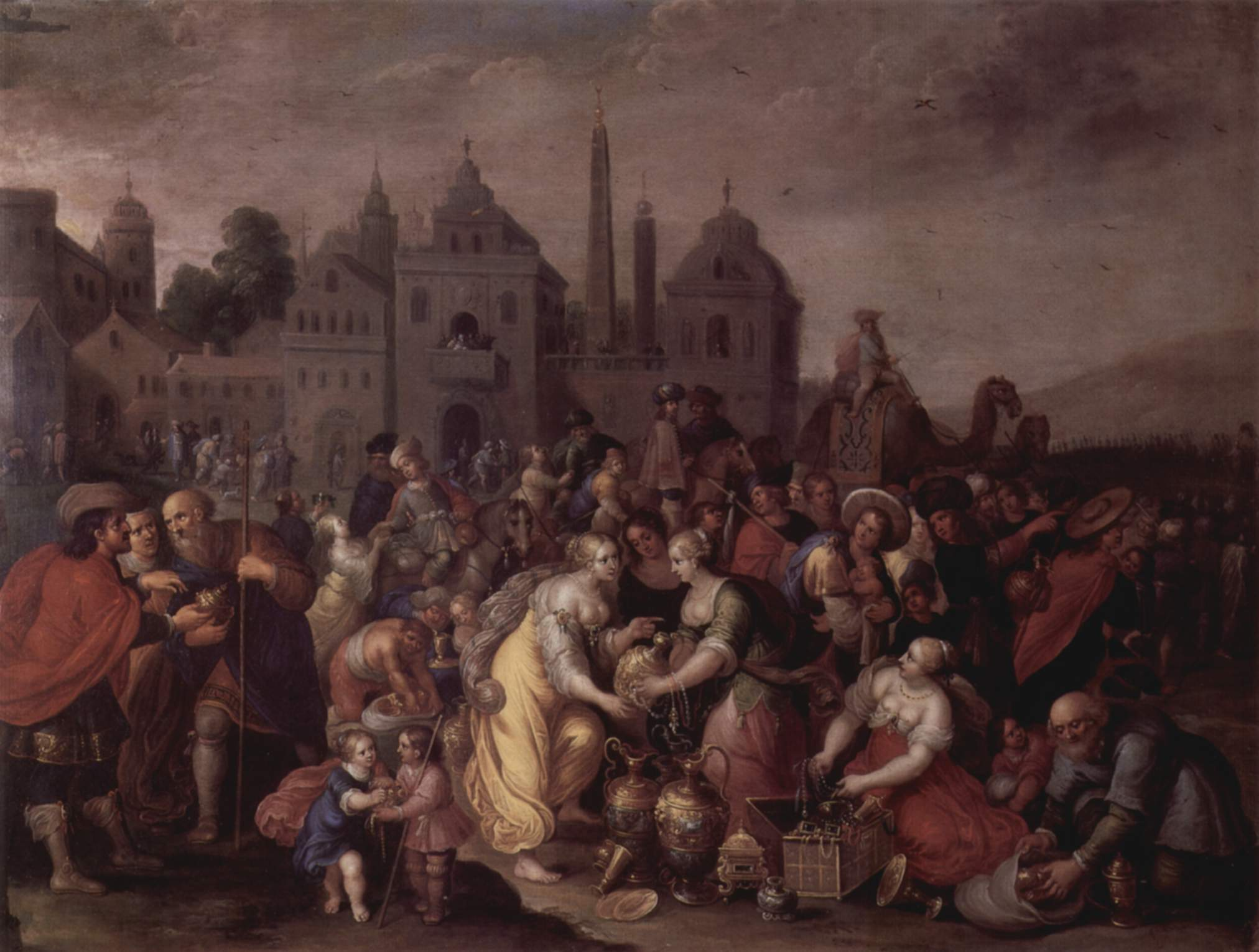
Werkstatt der Francken: Die goldenen Vasen der Ägypter, nach 1600.

Die Familie Francken war ein flämisches Malergeschlecht des 16. bis frühen 18. Jahrhunderts, das vorwiegend in Antwerpen tätig war. Da die Vornamen Ambrosius, Frans und Hieronymus je dreimal erscheinen, werden deren Träger mit römischen Ziffern unterschieden. Als bekanntester Vertreter der Familie gilt Frans II Francken (1581–1642).

## Die Familie
Die fünf Generationen, die vierzehn Maler hervorbrachten, begannen mit dem Maler Nicolas Francken, der in den 1560er Jahren von Herentals nach Antwerpen kam. Dessen drei Söhne Hieronymus I, Frans I und Ambrosius I gingen bei Frans Floris in die Lehre, der sie mit seiner italienisch-klassizistischen Schule stark beeinflusste. Die Bezeichnung „Rubens'scher Francken“ für Frans III Francken aus der vierten Generation, mit der auf eine Hinwendung zum Stil des Peter Paul Rubens hingewiesen werden soll, ist eine überholte Bewertung des 19. Jahrhunderts.
Die Francken gehörten als Gesellen und Meister der Antwerpener Sankt-Lukas-Gilde an, alle drei Träger des Vornamens Frans wurden deren Dekane (Vorsteher). Eine herausragende Rolle in ihrem Schaffen spielten Altarbilder, deren Produktion seit der Einverleibung Antwerpens in die Spanische Niederlande 1585 florierte. Zu den von den neuen Machthabern eingeleiteten gegenreformatorischen Maßnahmen gehörten die tridentinischen Reformen, welche die Einrichtung des Hochaltars als eindrücklich ausgestatteten Mittelpunkt jeder Kirche mit sich brachten. Die Francken stellten neben ihren religiösen Arbeiten aber auch mythologische und Genrebilder in großer Zahl her, die besonders bei der städtischen Bürgerschaft als kleinformatiger Zimmerschmuck beliebt waren.
Die Francken betrieben eine Familienwerkstatt, fertigten Gemälde gemeinsam an und kopierten untereinander Arbeiten, so dass ihr Malstil untereinander sehr ähnlich war; dies und die identischen Signaturen aufgrund der gleichen Vornamen erschweren die Zuschreibung. Die Francken arbeiteten auch als Staffagemaler an den Werken anderer Künstler mit. Die zweite und die dritte Generation, die mit ihren Werken im Übergang von der Spätrenaissance zum Frühbarock kunsthistorische Beachtung finden, hatten den größten Erfolg, nach ihnen begannen sich die Francken beruflich umzuorientieren. Frans III Francken betrieb neben dem Malergewerbe einen Tuchhandel, und mit seinem Neffen Constantin Francken, von dem bloß noch zwei Gemälde bekannt sind, endete die Geschichte der Malerfamilie.
Im April 2010 wurde das Gemälde Der Mensch zwischen Tugend und Laster von Frans II Francken im Wiener Dorotheum  für 7,01 Millionen Euro versteigert.

## Familienstammbaum
Mit Ausnahme des Cornelius Francken erscheinen nur die malerisch tätigen Familienmitglieder.
| Nicolas Francken 1515–1596      |                                 |                                 |                                 |                                 |                                 |  |  |                            |                            |                            |                            |                            |                            |  |  |                                  |                                  |                                  |                                  |                                  |                                  |  |  |                              |                              |                              |                              |                              |                              |  |  |                                        |                                        |                                        |                                        |                                        |                                        |  |  |                                  |                                  |                                  |                                  |                                  |                                  |  |  |                              |                              |                              |                              |                              |                              |  |  |  |  |  |  |  |  |  |  |  |  |  |  |  |  |  |  |  |  |  |  |  |  |  |  |  |  |  |  |  |  |  |  |  |  |
|                                 |                                 |                                 |                                 |                                 |                                 |  |  |                            |                            |                            |                            |                            |                            |  |  |                                  |                                  |                                  |                                  |                                  |                                  |  |  |                              |                              |                              |                              |                              |                              |  |  |                                        |                                        |                                        |                                        |                                        |                                        |  |  |                                  |                                  |                                  |                                  |                                  |                                  |  |  |                              |                              |                              |                              |                              |                              |  |  |  |  |  |  |  |  |  |  |  |  |  |  |  |  |  |  |  |  |  |  |  |  |  |  |  |  |  |  |  |  |  |  |  |  |
|                                 |                                 |                                 |                                 |                                 |                                 |  |  |                            |                            |                            |                            |                            |                            |  |  |                                  |                                  |                                  |                                  |                                  |                                  |  |  |                              |                              |                              |                              |                              |                              |  |  |                                        |                                        |                                        |                                        |                                        |                                        |  |  |                                  |                                  |                                  |                                  |                                  |                                  |  |  |                              |                              |                              |                              |                              |                              |  |  |  |  |  |  |  |  |  |  |  |  |  |  |  |  |  |  |  |  |  |  |  |  |  |  |  |  |  |  |  |  |  |  |  |  |
| Hieronymus I Francken 1540–1610 | Hieronymus I Francken 1540–1610 | Hieronymus I Francken 1540–1610 | Hieronymus I Francken 1540–1610 | Hieronymus I Francken 1540–1610 | Hieronymus I Francken 1540–1610 |  |  | Frans I Francken 1542–1616 | Frans I Francken 1542–1616 | Frans I Francken 1542–1616 | Frans I Francken 1542–1616 | Frans I Francken 1542–1616 | Frans I Francken 1542–1616 |  |  |                                  |                                  |                                  |                                  |                                  |                                  |  |  |                              |                              |                              |                              |                              |                              |  |  |                                        |                                        |                                        |                                        |                                        |                                        |  |  | Ambrosius I Francken 1544–1618   | Ambrosius I Francken 1544–1618   | Ambrosius I Francken 1544–1618   | Ambrosius I Francken 1544–1618   | Ambrosius I Francken 1544–1618   | Ambrosius I Francken 1544–1618   |  |  | (Cornelius Francken)         | (Cornelius Francken)         | (Cornelius Francken)         | (Cornelius Francken)         | (Cornelius Francken)         | (Cornelius Francken)         |  |  |  |  |  |  |  |  |  |  |  |  |  |  |  |  |  |  |  |  |  |  |  |  |  |  |  |  |  |  |  |  |  |  |  |  |
| Hieronymus I Francken 1540–1610 | Hieronymus I Francken 1540–1610 | Hieronymus I Francken 1540–1610 | Hieronymus I Francken 1540–1610 | Hieronymus I Francken 1540–1610 | Hieronymus I Francken 1540–1610 |  |  | Frans I Francken 1542–1616 | Frans I Francken 1542–1616 | Frans I Francken 1542–1616 | Frans I Francken 1542–1616 | Frans I Francken 1542–1616 | Frans I Francken 1542–1616 |  |  |                                  |                                  |                                  |                                  |                                  |                                  |  |  |                              |                              |                              |                              |                              |                              |  |  |                                        |                                        |                                        |                                        |                                        |                                        |  |  | Ambrosius I Francken 1544–1618   | Ambrosius I Francken 1544–1618   | Ambrosius I Francken 1544–1618   | Ambrosius I Francken 1544–1618   | Ambrosius I Francken 1544–1618   | Ambrosius I Francken 1544–1618   |  |  | (Cornelius Francken)         | (Cornelius Francken)         | (Cornelius Francken)         | (Cornelius Francken)         | (Cornelius Francken)         | (Cornelius Francken)         |  |  |  |  |  |  |  |  |  |  |  |  |  |  |  |  |  |  |  |  |  |  |  |  |  |  |  |  |  |  |  |  |  |  |  |  |
|                                 |                                 |                                 |                                 |                                 |                                 |  |  |                            |                            |                            |                            |                            |                            |  |  |                                  |                                  |                                  |                                  |                                  |                                  |  |  |                              |                              |                              |                              |                              |                              |  |  |                                        |                                        |                                        |                                        |                                        |                                        |  |  |                                  |                                  |                                  |                                  |                                  |                                  |  |  |                              |                              |                              |                              |                              |                              |  |  |  |  |  |  |  |  |  |  |  |  |  |  |  |  |  |  |  |  |  |  |  |  |  |  |  |  |  |  |  |  |  |  |  |  |
| Isabella Francken               | Isabella Francken               | Isabella Francken               | Isabella Francken               | Isabella Francken               | Isabella Francken               |  |  | Thomas Francken 1574–1625  | Thomas Francken 1574–1625  | Thomas Francken 1574–1625  | Thomas Francken 1574–1625  | Thomas Francken 1574–1625  | Thomas Francken 1574–1625  |  |  | Hieronymus II Francken 1578–1623 | Hieronymus II Francken 1578–1623 | Hieronymus II Francken 1578–1623 | Hieronymus II Francken 1578–1623 | Hieronymus II Francken 1578–1623 | Hieronymus II Francken 1578–1623 |  |  | Frans II Francken 1581–1642  | Frans II Francken 1581–1642  | Frans II Francken 1581–1642  | Frans II Francken 1581–1642  | Frans II Francken 1581–1642  | Frans II Francken 1581–1642  |  |  | Ambrosius II Francken 1590–1632        | Ambrosius II Francken 1590–1632        | Ambrosius II Francken 1590–1632        | Ambrosius II Francken 1590–1632        | Ambrosius II Francken 1590–1632        | Ambrosius II Francken 1590–1632        |  |  |                                  |                                  |                                  |                                  |                                  |                                  |  |  | Hans Francken 1581–nach 1610 | Hans Francken 1581–nach 1610 | Hans Francken 1581–nach 1610 | Hans Francken 1581–nach 1610 | Hans Francken 1581–nach 1610 | Hans Francken 1581–nach 1610 |  |  |  |  |  |  |  |  |  |  |  |  |  |  |  |  |  |  |  |  |  |  |  |  |  |  |  |  |  |  |  |  |  |  |  |  |
| Isabella Francken               | Isabella Francken               | Isabella Francken               | Isabella Francken               | Isabella Francken               | Isabella Francken               |  |  | Thomas Francken 1574–1625  | Thomas Francken 1574–1625  | Thomas Francken 1574–1625  | Thomas Francken 1574–1625  | Thomas Francken 1574–1625  | Thomas Francken 1574–1625  |  |  | Hieronymus II Francken 1578–1623 | Hieronymus II Francken 1578–1623 | Hieronymus II Francken 1578–1623 | Hieronymus II Francken 1578–1623 | Hieronymus II Francken 1578–1623 | Hieronymus II Francken 1578–1623 |  |  | Frans II Francken 1581–1642  | Frans II Francken 1581–1642  | Frans II Francken 1581–1642  | Frans II Francken 1581–1642  | Frans II Francken 1581–1642  | Frans II Francken 1581–1642  |  |  | Ambrosius II Francken 1590–1632        | Ambrosius II Francken 1590–1632        | Ambrosius II Francken 1590–1632        | Ambrosius II Francken 1590–1632        | Ambrosius II Francken 1590–1632        | Ambrosius II Francken 1590–1632        |  |  |                                  |                                  |                                  |                                  |                                  |                                  |  |  | Hans Francken 1581–nach 1610 | Hans Francken 1581–nach 1610 | Hans Francken 1581–nach 1610 | Hans Francken 1581–nach 1610 | Hans Francken 1581–nach 1610 | Hans Francken 1581–nach 1610 |  |  |  |  |  |  |  |  |  |  |  |  |  |  |  |  |  |  |  |  |  |  |  |  |  |  |  |  |  |  |  |  |  |  |  |  |
|                                 |                                 |                                 |                                 |                                 |                                 |  |  |                            |                            |                            |                            |                            |                            |  |  |                                  |                                  |                                  |                                  |                                  |                                  |  |  |                              |                              |                              |                              |                              |                              |  |  |                                        |                                        |                                        |                                        |                                        |                                        |  |  |                                  |                                  |                                  |                                  |                                  |                                  |  |  |                              |                              |                              |                              |                              |                              |  |  |  |  |  |  |  |  |  |  |  |  |  |  |  |  |  |  |  |  |  |  |  |  |  |  |  |  |  |  |  |  |  |  |  |  |
|                                 |                                 |                                 |                                 |                                 |                                 |  |  |                            |                            |                            |                            |                            |                            |  |  |                                  |                                  |                                  |                                  |                                  |                                  |  |  | Frans III Francken 1607–1667 | Frans III Francken 1607–1667 | Frans III Francken 1607–1667 | Frans III Francken 1607–1667 | Frans III Francken 1607–1667 | Frans III Francken 1607–1667 |  |  | Hieronymus III Francken 1611–nach 1661 | Hieronymus III Francken 1611–nach 1661 | Hieronymus III Francken 1611–nach 1661 | Hieronymus III Francken 1611–nach 1661 | Hieronymus III Francken 1611–nach 1661 | Hieronymus III Francken 1611–nach 1661 |  |  | Ambrosius III Francken 1614–1662 | Ambrosius III Francken 1614–1662 | Ambrosius III Francken 1614–1662 | Ambrosius III Francken 1614–1662 | Ambrosius III Francken 1614–1662 | Ambrosius III Francken 1614–1662 |  |  |                              |                              |                              |                              |                              |                              |  |  |  |  |  |  |  |  |  |  |  |  |  |  |  |  |  |  |  |  |  |  |  |  |  |  |  |  |  |  |  |  |  |  |  |  |
|                                 |                                 |                                 |                                 |                                 |                                 |  |  |                            |                            |                            |                            |                            |                            |  |  |                                  |                                  |                                  |                                  |                                  |                                  |  |  | Frans III Francken 1607–1667 | Frans III Francken 1607–1667 | Frans III Francken 1607–1667 | Frans III Francken 1607–1667 | Frans III Francken 1607–1667 | Frans III Francken 1607–1667 |  |  | Hieronymus III Francken 1611–nach 1661 | Hieronymus III Francken 1611–nach 1661 | Hieronymus III Francken 1611–nach 1661 | Hieronymus III Francken 1611–nach 1661 | Hieronymus III Francken 1611–nach 1661 | Hieronymus III Francken 1611–nach 1661 |  |  | Ambrosius III Francken 1614–1662 | Ambrosius III Francken 1614–1662 | Ambrosius III Francken 1614–1662 | Ambrosius III Francken 1614–1662 | Ambrosius III Francken 1614–1662 | Ambrosius III Francken 1614–1662 |  |  |                              |                              |                              |                              |                              |                              |  |  |  |  |  |  |  |  |  |  |  |  |  |  |  |  |  |  |  |  |  |  |  |  |  |  |  |  |  |  |  |  |  |  |  |  |
|                                 |                                 |                                 |                                 |                                 |                                 |  |  |                            |                            |                            |                            |                            |                            |  |  |                                  |                                  |                                  |                                  |                                  |                                  |  |  |                              |                              |                              |                              |                              |                              |  |  | Constantin Francken 1661–1717          |                                        |                                        |                                        |                                        |                                        |  |  |                                  |                                  |                                  |                                  |                                  |                                  |  |  |                              |                              |                              |                              |                              |                              |  |  |  |  |  |  |  |  |  |  |  |  |  |  |  |  |  |  |  |  |  |  |  |  |  |  |  |  |  |  |  |  |  |  |  |  |

## Galerie

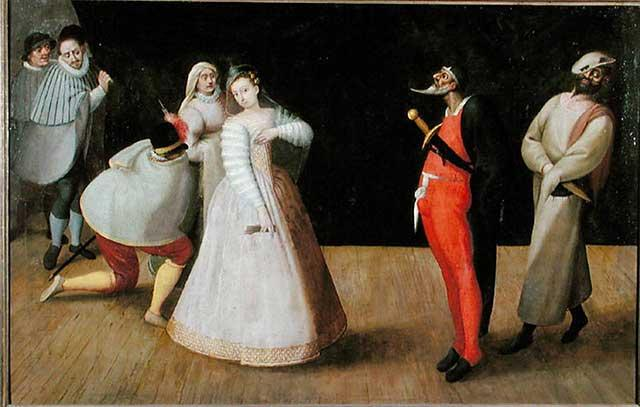
Hieronymus I Francken: Die Compagnia dei Comici Gelosi bei einer Aufführung in Paris, um 1590
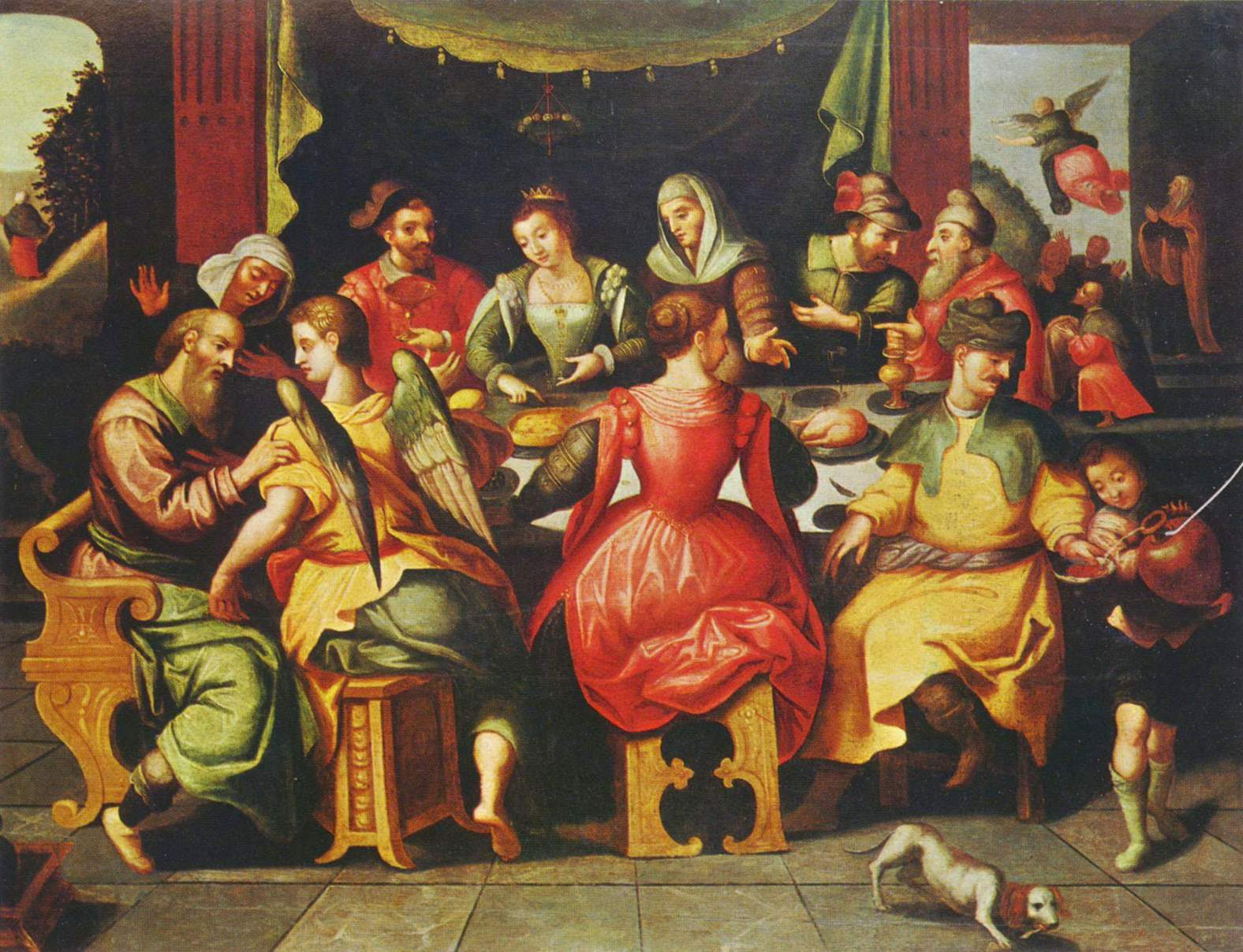
Frans I Francken: Die Geschichte des Tobias, um 1600
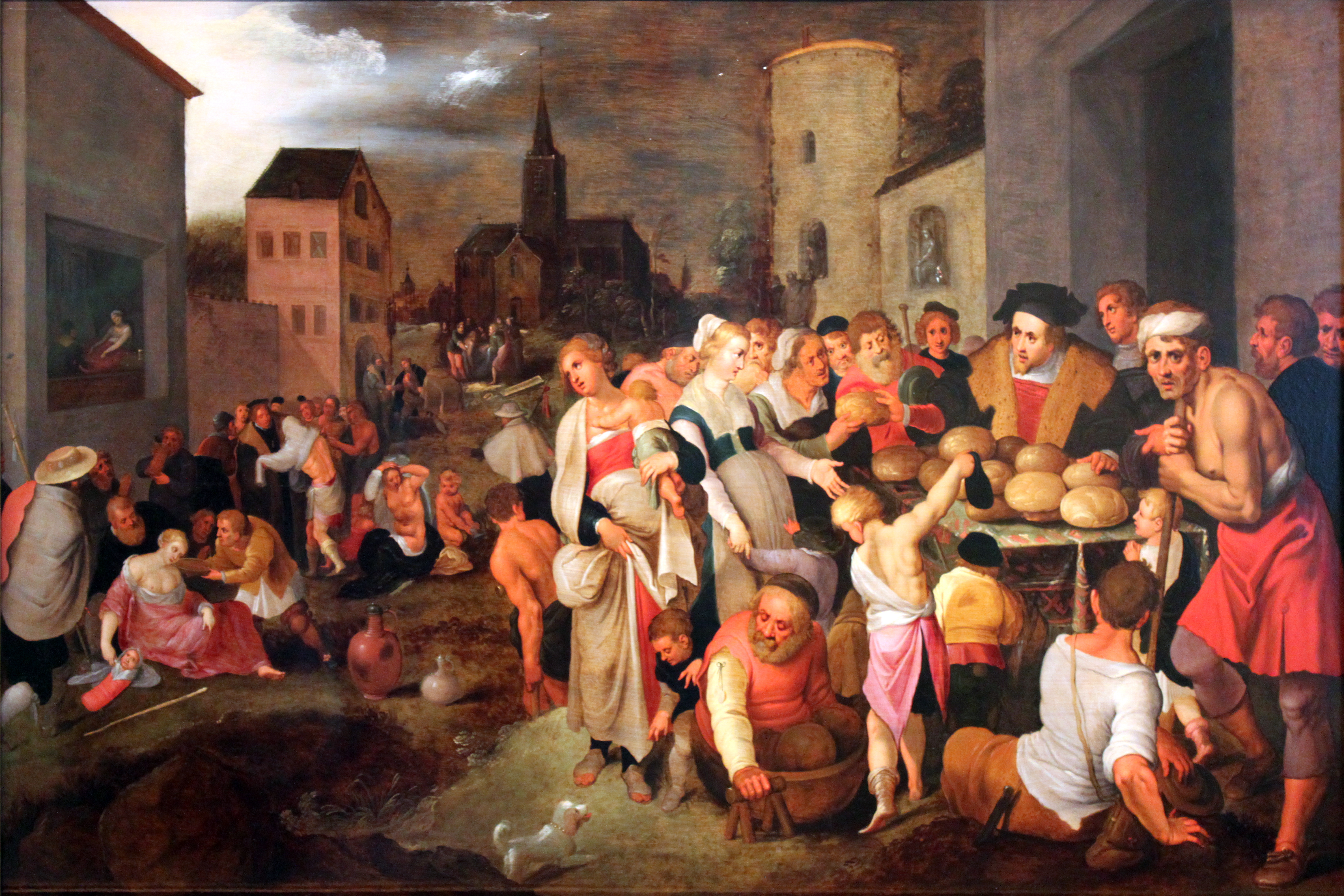
Frans II Francken: Die Sieben Werke der Barmherzigkeit, 1605, Deutsches Historisches Museum Berlin
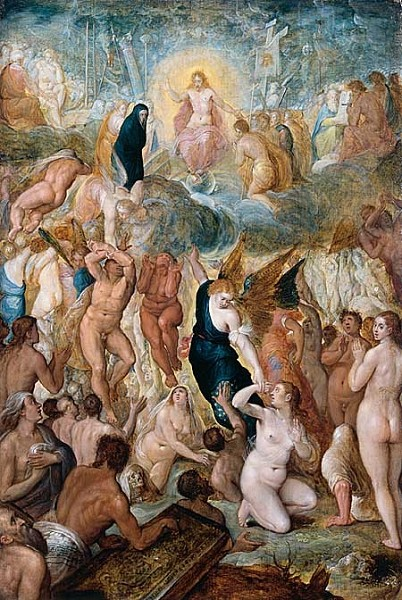
Hieronymus II Francken: Das jüngste Gericht, 1605–1610
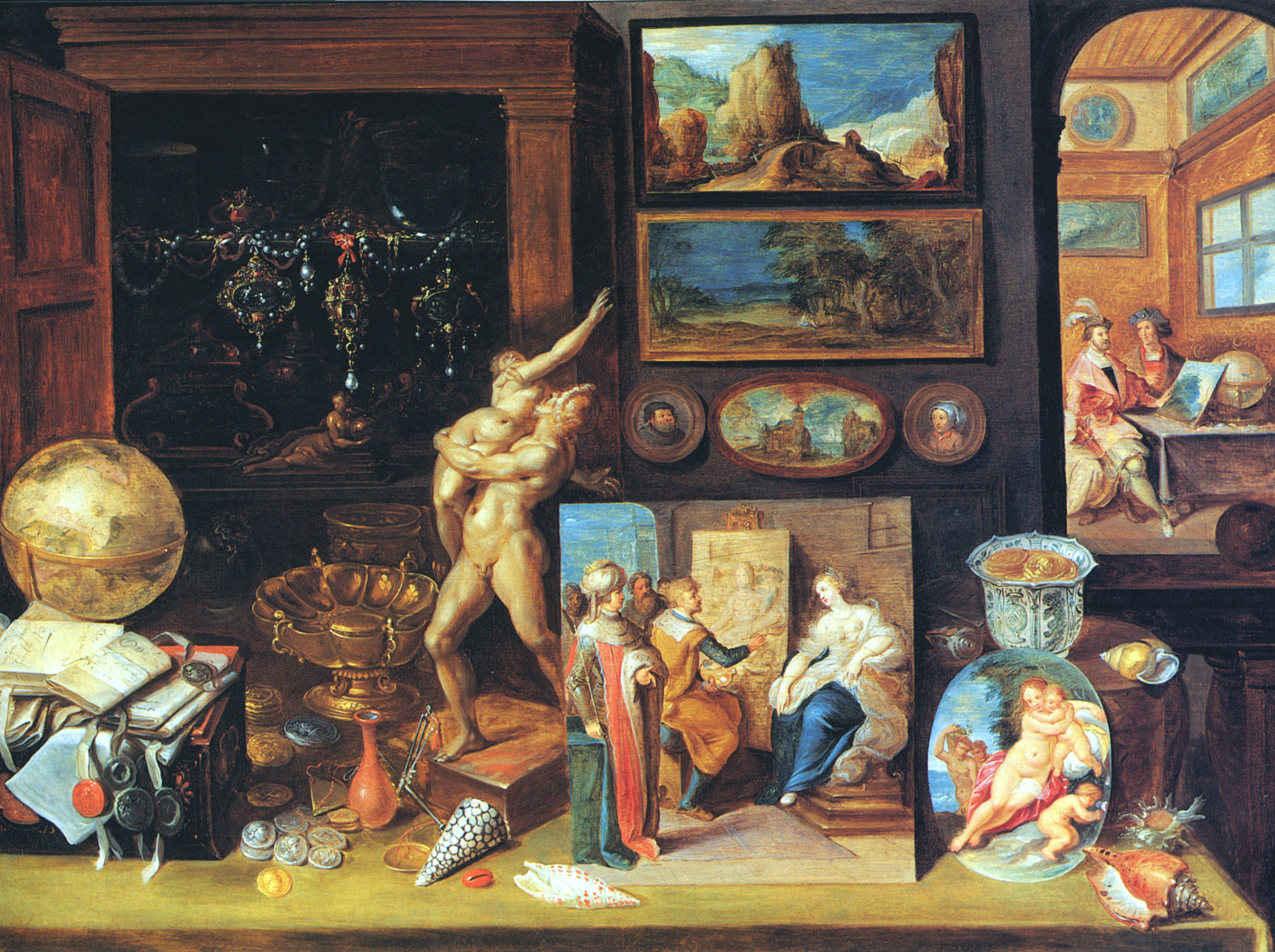
Frans II Francken: Ein Kunstkabinett, 1625